# Iset (koningin)
Iset (of Isis) was een koningin uit de 18e dynastie van Egypte en werd genoemd naar de godin Isis (Au Set). Zij was een tweede echtgenote of concubine van Thoetmosis II.

## Biografie
Iset was de moeder van Thoetmosis III, de enige zoon van Thoetmosis II. Haar zoon stierf in 1425 v.C. en haar naam wordt op de windels van zijn mummie vermeld en op een standbeeld dat in Karnak is ontdekt..
Bij die (latere) gelegenheden wordt naar Iset gerefereerd als grote koninklijke vrouwe, maar Hatshepsut was degene die tijdens de bewindsperiode van Thoetmosis III die functie vervulde. Na de dood van Thoetmosis II in 1479 v.C. werd Hatshepsut immers de regentes voor de nog te jonge troonopvolger.
Toen hij er de leeftijd voor had werd Thoetmosis III dan aan het hoofd van het Egyptisch leger gesteld.
Hatshepsut bleef als farao voort regeren tot aan haar dood in 1458 v.C. Toen werd haar co-regent, Thoetmosis III, farao. En op dat moment verkreeg Iset de titel van "Koningin Moeder" (aangezien nu haar zoon farao was) en het is mogelijk dat zij toen ook tot grote koninklijke vrouwe werd benoemd, tenzij dat eerder reeds zou zijn gebeurd, toen hij nog co-regent was.
Ten tijde van het bewind van Thoetmosis III was Neferoere, de dochter van Hatshepsut en Thoetmosis II, de godsvrouw. Zij heeft die functie gedurende de hele bewindstijd van haar moeder vervuld. Het is mogelijk dat Neferoere met Thoetmosis III in huwelijksverband trad, maar de enige aanwijzing daarvoor is een stele die koningin Satiah toont, wier naam mogelijk over die van een andere koningin heen werd gegraveerd. Grote koninklijke vrouwe Hatshepsut-Meryetre werd moeder van zijn opvolger.
Isets zoon Thoetmosis III beeldt zijn moeder meerdere malen af in zijn tombe in de Vallei der Koningen. In graf DK 34 staan afbeeldingen van de koning met verschillende familieleden op een van de pilaren. Zijn moeder koningin Isis staat daar prominent aanwezig. Zij staat achter haar zoon afgebeeld op de goddelijke bark en wordt ook aangeduid als de 'Koningin Moeder Isis'. In het register onder de bark ziet men Thoetmosis III een levensboom benaderen, waaraan een borst is getekend, en die Isis voorstelt. Achter de koning staan drie van zijn vrouwen: de koninginnen Merytre, Satiah, Nebtu en zijn dochter Nefertari.
Het is niet zeker of Iset een concubine dan wel een tweede echtgenote van Thoetmosis II was. Zij verkreeg ook de titel van "Godsvrouw", maar dat gebeurde waarschijnlijk postuum.

## Galerij

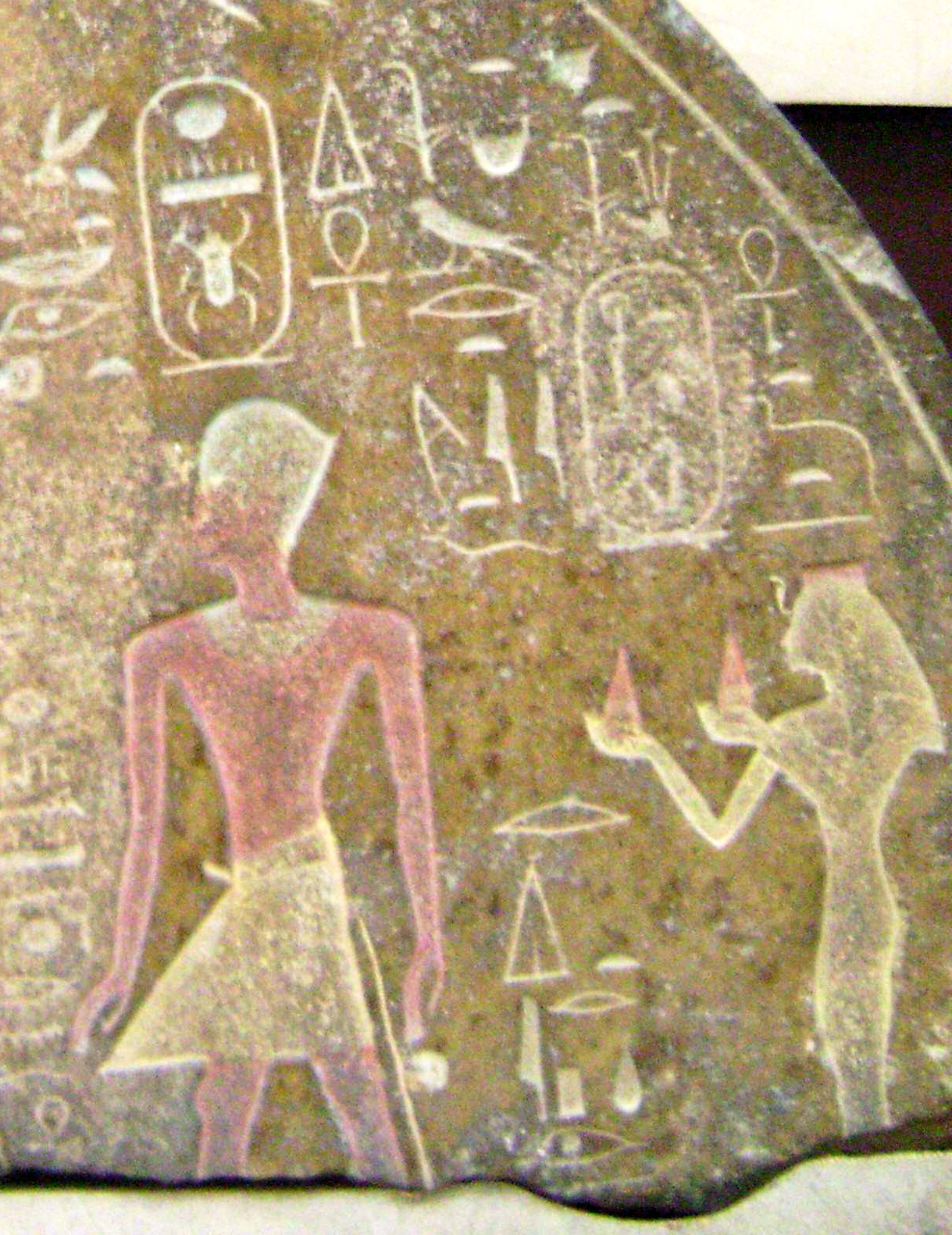
Koningin Isis achter haar zoon Thoetmosis III
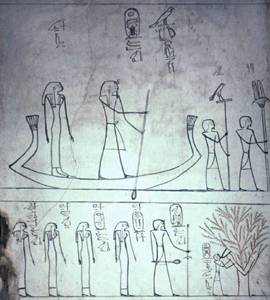
Thoetmoses III en zijn familie